# Mycale toxifera
Mycale toxifera är en svampdjursart som först beskrevs av Claude Lévi 1963.  Mycale toxifera ingår i släktet Mycale och familjen Mycalidae. Inga underarter finns listade i Catalogue of Life.